# Muehlenbeckia gunnii
Muehlenbeckia gunnii är en slideväxtart som först beskrevs av J. D. Hook., och fick sitt nu gällande namn av Wilhelm Gerhard Walpers. Muehlenbeckia gunnii ingår i släktet sliderankor, och familjen slideväxter. Inga underarter finns listade i Catalogue of Life.